# Sheikhal
Sheikhal (també Sheikhaal, Sheekhaal, Sheikal, Shikal; àrab: شيخال) o Fiqi Omar és un clan somali que viu a Somàlia i a l'Ogaden i nord-est de Kenya.
El seu ancestre fou Fiqi Omar (Umar al-Rida), company del xeic Yusuf Al Kawneyn, predicador de l'islam a les terres dels somalis al segle xiii. Fiqi Omar es considerava descendent del califa Abu Bakr.

## Subclans
- Aw-Qutub
- Rer Aw Xasan

Aw Axmed Loobage
- Aw Cismaan Gandarshe
- Jaziira (Baaba Xassan)
- Qallu
- Teedan
- Abiib
- Cali cafiif
- Gudle
- Cabdi shekh
- Cabdi sufi
- Seka-when
- Cabdisamad
- Sheikh Hayti